# Fota medioalba
Fota medioalba är en fjärilsart som beskrevs av Barnes och Benjamin 1923. Fota medioalba ingår i släktet Fota och familjen nattflyn. Inga underarter finns listade i Catalogue of Life.